# YC-15 (航空機)
マクドネル・ダグラス　YC-15
カリフォルニア州エドワーズ空軍基地に展示されているYC-15の試作機
- 用途：短距離離着陸輸送機
- 分類：短距離離着陸機
- 製造者：マクドネル・ダグラス社
- 運用者：アメリカ空軍
- 初飛行：1975年8月26日
- 生産数：2機
- 運用開始：1975年（テスト開始年）
- 退役：1979年
- 運用状況：退役

YC-15は、アメリカ空軍の「先進中型短距離離着陸輸送機計画」(AMST, Advanced Medium STOL Transport)に基づいてマクドネル・ダグラスが製造した軍用輸送機である。
ボーイングの開発したYC-14とともに競争試作されたが、両機とも制式採用はされなかった。

## 概要
1970年代前期にアメリカ空軍はC-130を代替する「先進中型短距離離着陸輸送機計画」を開始し、それに応じてマクドネル・ダグラスが開発した機体がYC-15である。
YC-15の特徴は、EBF方式(Externally Blown Flaps)によるパワード・リフトによりSTOLを可能としていることにある。これはターボファンエンジンの排気を直接フラップに当てることにより、上方推力を得る方式である。また二重隙間フラップを用いているため、フラップを通過した排気の一部はコアンダ効果により、揚力増加効果をもたらす。エンジンノズルに工夫を凝らすことにより、排気温度の低下も行なわれていた。
胴体および尾翼はC-130のものを流用しており、主翼は高翼配置の直線翼とし、翼断面形状にはスーパークリティカル翼型を用いている。尾翼はT字尾翼となっていた。エンジンにはターボファンエンジンを4基装備している。
2機が製造され、試作1号機は1975年8月26日に初飛行し、1号機と2号機により合わせて600時間ほどの飛行試験が行われた。しかし、競争試作機のYC-14と同様、短距離離着陸性能の過度の追求による高コストがネックとなり、1979年にはAMST計画は中止となり、本機の開発も中止となった。その後はデビスモンサン空軍基地でモスボール化されて保管された。
後に1機は博物館に送られたが、もう一機は1997年に飛行可能状態に戻し技術試験機として使用する計画があり、復元作業も行われたが、途中で計画中止となった。
YC-15は制式採用はなされなかったものの、本機によって実証されたEBF方式によるパワード・リフトは、後にマクドネル・ダグラス（現：ボーイング）によって開発されたC-17 グローブマスターIIIに採用され、本機の開発によって得られた各種データはC-17の開発に大いに生かされている。

## 要目
- 全長：37.9 m

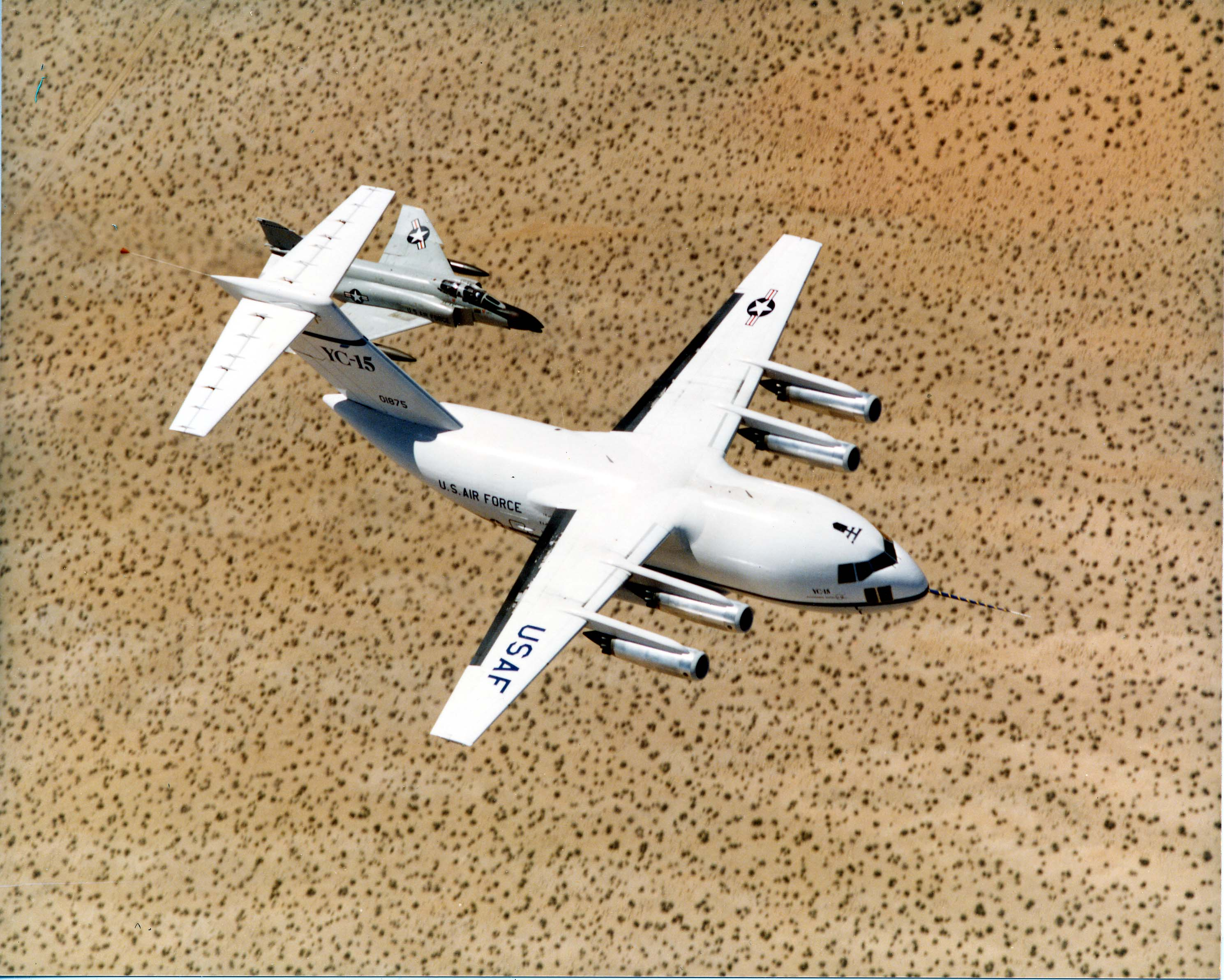
YC-15 試作1号機
F-4 ファントムを伴っての飛行試験時の撮影

- 全幅：33.6 m（試作1号機）/ 40.4 m（試作2号機）
- 全高：13.2 m
- 翼面積：162 m2
- 空虚重量：47.6 t
  - 最大離陸重量：98.286 t
- 最大積載量：35 t ないし 武装兵員 150 名
- エンジン：P&W JT8D ターボファンエンジン （推力 68.9kN）4基
- 最高速度：861 km/h
- 航続距離：4,810 km

- 乗員：3名